# Rudolfo Anaya
Rudolfo Anaya (Pastura, 30 ottobre 1937 – Albuquerque, 28 giugno 2020) è stato uno scrittore statunitense.

## Biografia
Nato Rudolfo Alfonso Anaya il 30 ottobre 1937 a Pastura nel Nuovo Messico da Martin e Rafaelita Anaya, ha trascorso l'infanzia a Santa Rosa parlando in spagnolo e imparando l'inglese soltanto a scuola. 
Dopo la laurea all'Albuquerque High School, ha iniziato a lavorare come contabile prima di riprendere gli studi all'Università del Nuovo Messico e conseguire un B.A. in letteratura inglese e statunitense nel 1963 e due M.A; nel 1968 in inglese e nel 1971 in orientamento e consulenza.
Sposatosi nel 1966 con Patricia Lawless, ha esordito nella narrativa nel 1972 con il romanzo di formazione La magia di Ultima, scritto su ispirazione della moglie.
Con le successive opere comprendenti romanzi, raccolte di racconti e di poesie, libri per ragazzi, saggi e testi teatrali, si è affermato come esponente di punta della "letteratura chicana" tanto da esserne soprannominato il "padrino".
È morto nella sua abitazione di Albuquerque il 28 giugno 2020 all'età di 82 anni dopo una lunga malattia.

## Opere

### Serie Sonny Baca
- Zia Summer (1995)
- Rio Grande Fall (1996)
- Shaman Winter (1999)
- Jemez Spring (2005)

### Serie ChupaCabra
- Curse of the Chupacabra (2006)
- ChupaCabra and the Roswell UFO (2008)
- ChupaCabra Meets Billy the Kid (2018)

### Altri romanzi
- La magia di Ultima (Bless Me, Ultima, 1972), Firenze, Giunti, 1996 traduzione di Roberto Serrai ISBN 88-09-20830-7.
- Heart of Aztlan (1976)
- Tortuga (1979)
- The Legend of La Llorona (1984)
- Alburquerque (1992)
- Jalamanta: un messaggio dal deserto (Jalamanta, 1996), Vicenza, Il punto d'incontro, 1998 traduzione di Alessandra De Vizzi ISBN 88-8093-092-3.
- Randy Lopez Goes Home (2011)
- The Old Man's Love Story (2013)
- The Sorrows of Young Alfonso (2016)

### Libri per ragazzi
- The Farolitos of Christmas (1987)
- Maya e il dio del tempo (Maya's Children, 1997), Milano, Mondadori, 2000 traduzione di Beatrice Visconti ISBN 88-04-48552-3.
- Farolitos for Abuelo (1999)
- Roadrunner's Dance (2000)
- The Santero's Miracle (2004)
- The First Tortilla (2005)
- Juan and the Jackalope (2009)
- La Llorona: The Crying Woman (2011)
- How Hollyhocks Came to New Mexico (2012)
- How Chile Came to New Mexico (2013)
- Owl in a Straw Hat (2017)
- No More Bullies! (2019)
- New Mexico Christmas Story (2020)

### Raccolte di racconti
- Il silenzio della pianura (The Silence of the Llano, 1982), Bari, Palomar, 2004 traduzione di Lucia Lombardi ISBN 88-88872-49-3.
- Il canto della mia terra (My Land Sings, 1999), Milano, Mondadori, 2004 traduzione di Giancarlo Carlotti ISBN 88-04-52829-X.
- Serafina e le sue storie (Serafina's Stories, 2004), Bari, Palomar, 2007 traduzione di Angela Adornetto ISBN 978-88-7600-193-2.
- The Man Who Could Fly (2006)

### Raccolte di poesie
- The Adventures of Juan Chicaspatas (1985)
- Poems from the Rio Grande (2015)

### Saggi
- A Chicano in China (1986)
- Lord of the Dawn (1987)
- Aztlan (1989)
- Flow of the River (1992)
- Descansos (1995)
- An Elegy On the Death of Cesar Chavez (2000)
- The Essays (2009)

### Teatro
- The Farolitos of Christmas (1987)
- Matachines (1992)
- Ay, Compadre! (1994)
- Billy the Kid (1995)
- Who Killed Don Jose? (1995)
- The Season of La Llorona (1999)
- Billy the Kid and Other Plays (2011)
- Rosa Linda (2013)
- Bless Me, Ultima (2018)

### Antologie (parziale)
- Da costa a costa: 12 racconti americani di oggi a cura di Mario Materassi , Bari, Palomar, 2004 ISBN 88-88872-64-7.

## Adattamenti cinematografici
- Bless me, Ultima : oltre il bene e il male (Bless Me, Ultima), regia di Carl Franklin (2012)

## Premi e riconoscimenti
Premio Quinto Sol
- 1971 vincitore con La magia di Ultima[12]

American Book Award
- 1980 vincitore con Tortuga[13]

Premio Owen Wister
- 2018 alla carriera[14]

Robert Kirsch Award
- 2011 alla carriera[15]

National Humanities Medal
- 2015[16]